# Hubei
Hubei (kin: 湖北, Húběi, tj. „sjeverno od jezera Dungting”) je kineska pokrajina. Nalazi se u središnjem dijelu Kine, a glavni grad joj je Wuhan. Površina pokrajine je 185.900 četvornih kilometara, gdje je 2004. god. živilo 60.160.000 stanovnika.
Popularno neslužbeno ime za Hubei je Chu (楚, Chǔ), koje potječe od imena nekada moćne države Chu (8. do 5. stoljeće pr. Kr.)
Hubei na sjeveru graniči s provincijom Henan, s Anhui na istoku, a na jugoistoku s Jiangxi, s Hunan na jugu, sa Shaanxi i Chongqing na zapadu i sjeverozapadu. Hidroelektrana Tri klanca nalazi se u Yichangu, u zapadnom dijelu Hubeija.

## Povijest
Hubei je naseljen još od paleolitika, o čemu svjedoče špiljske slike Daxi kulture.
Područje Hubeija je nastanjivao drevni narod Chu, po kome je Chu država i dobila ime. Njezini prvi vladari su bili plemići (zi) klana xiong (熊), povezani s istočnom dinastijom Chou. Naime, zemljište im je darovao sam kralj Cheng od Zhoua.
U povijesnom razdoblju Proljeća i Jeseni (722. – 481. pr. Kr.), Kraljevstvo Chu se istaklo sposobnošću aneksije manjih država, pa je s vremenom počela ugrožavati druge kineske države na sjeveru. Na vrhuncu moći, kraljevstvo Chu je držalo širok teritorij koji je pored Hubeija uključivao i današnje kineske pokrajine Hunan, Chongqing, Henan, Šangaj i dijelove Jiangsua. Glavni grad Chua je bio u Yingu (郢|郢), oko suvremenog Jingzhoua u Hubeiju. Pohod Chua je privremeno zaustavljen u velikoj bitci kod Chengpua. Chu je snagu očuvala i u razdoblju Zaraćenih država (481. – 221. pr. Kr.), ali joj je u 4. stoljeću pr. Kr. moć počela slabiti. Godine 223. pr. Kr. je kao posljednja država pala pod vlast države Qin, čime je konačno ujedinjeno Kinesko Carstvo.
Stanovnici Hubeija su stali na stranu ustanika tijekom Bokserskog ustanka i sukobili su se s francuskim kolonijalnim snagama Saveza osam nacija 1900. god.
Ustanak u Wuchangu 10. kolovoza 1911. god. je doveo do kineske revolucije i konačnog pada dinastije Qing.

## Znamenitosti
Hubei se odlikuje s nekoliko prirodnih znamenitosti kao što su slavna Tri klanca rijeke Yangtze (三峡, Sānxiá), koje dijeli s autonomnom općinom Chongqing. U njima je podignuta i najveća hidroelektrana na svijetu, hidroelektrana Tri klanca.
Od prirodnog i kulturnog značaja je gorje Wudang, južno od grada Shiyana, poznato kao kolijevka Kung fua, poglavito Tai Chija.
Pored drevnog kompleksa građevina na gorju Wudang, UNESCO-ova svjetska baština su i carske grobnice dinastija Ming i Qing: Xianling grobnica (獻陵), tj. grobnica cara Gaozua (566. – 635.) iz dinastije Tang; Istočne Qing grobnice (清东陵, Qīng dōnglíng), najljepši i najveći kompleks carskih mauzoleja u kojemu je sahranjeno pet careva (Shunzhi, Kangxi, Qianlong, Xianfeng i Tongzhi), 15 carica, 136 konkubina, 3 kraljevića i 2 kraljevne dinastije Qing; i Zapadne Qing grobnice (清西陵, Qing Xi líng), kompleks u kojemu je sahranjeno 78 članova carske obitelji dinastije Qing od kojih i četiri cara: Yongzheng, Jiaqing, Daoguang i Guangxu.
Pokrajinski muzej Hubeija u Wuhanu ima bogatu kolekciju arheoloških i kulturnih izložaka, ali i predstava stare glazbe i plesova. Grad Wuhan posjeduje i druge atrakcije kao što je Paviljon žutog ždrala (黄鹤楼, Huáng Hè Lóu) iz 223. god., te Spomenik ustanku u Wuchangu, u parku Sun Jat-sena.

## Uprava
Hubei je podijeljen na 13 prefektura od kojih je 12 gradskih prefektura i jedna autonomna prefektura (br. 13.), te tri gradske prefekture-općine s jedinstvenom upravom (na slici desno žuto), a ostale su dalje podijeljene na 102 okruga (županije):
| Zemljovid                  | #                              | Naziv                   | Upravno sjedište                                    | Kinesko pismo Pinyin | Stanovništvo (2010.) |
| -------------------------- | ------------------------------ | ----------------------- | --------------------------------------------------- | -------------------- | -------------------- |
|                            |                                |                         |                                                     |                      |                      |
| — Podpokrajinski grad —    |                                |                         |                                                     |                      |                      |
| 1.                         | Wuhan                          | Jiang'an (distrikt)     | 武汉市 Wǔhàn Shì                                    | 9.785.392            |                      |
| — Gradske prefekture —     |                                |                         |                                                     |                      |                      |
| 2.                         | Ezhou                          | Echeng (distrikt)       | 鄂州市 Èzhōu Shì                                    | 1.048.672            |                      |
| 3.                         | Huanggang                      | Huangzhou (distrikt)    | 黄冈市 Huánggāng Shì                                | 6.162.072            |                      |
| 4.                         | Huangshi                       | Huangshigang (distrikt) | 黄石市 Huángshí Shì                                 | 2.429.318            |                      |
| 5.                         | Jingmen                        | Dongbao (distrikt)      | 荆门市 Jīngmén Shì                                  | 2.873.687            |                      |
| 6.                         | Jingzhou                       | Shashi (distrikt)       | 荆州市 Jīngzhōu Shì                                 | 5.691.707            |                      |
| 7.                         | Shiyan                         | Zhangwan (distrikt)     | 十堰市 Shíyàn Shì                                   | 3.340.843            |                      |
| 8.                         | Suizhou                        | Zengdu (distrikt)       | 随州市 Suízhōu Shì                                  | 2.162.222            |                      |
| 9.                         | Xiangyang                      | Xiangcheng (distrikt)   | 襄阳市 Xiāngyang Shì                                | 5.500.307            |                      |
| 10.                        | Xianning                       | Xian'an (distrikt)      | 咸宁市 Xiánníng Shì                                 | 2.462.583            |                      |
| 11.                        | Xiaogan                        | Xiaonan (distrikt)      | 孝感市 Xiàogǎn Shì                                  | 4.814.542            |                      |
| 12.                        | Yichang                        | Xiling (distrikt)       | 宜昌市 Yíchāng Shì                                  | 4.059.686            |                      |
| — Autonomne prefekture —   |                                |                         |                                                     |                      |                      |
| 13.                        | Enshi (za narode Tujia i Mjao) | Enshi                   | 恩施土家族苗族自治州 Ēnshī Tǔjiāzú Miáozú Zìzhìzhōu | 3.290.294            |                      |
| — Podprefekturni gradovi — |                                |                         |                                                     |                      |                      |
| 14.                        | Tianmen                        | Tianmen                 | 天门市 Tiānmén Shì                                  | 1.418.913            |                      |
| 15.                        | Qianjiang                      | Qianjiang               | 潜江市 Qiánjiāng Shì                                | 946.277              |                      |
| 16.                        | Xiantao                        | Xiantao                 | 仙桃市 Xiāntáo Shì                                  | 1.175.085            |                      |
| — Šumski distrikt —        |                                |                         |                                                     |                      |                      |
| 17.                        | Shennongjia                    | Shennongjia             | 神农架林区 Shénnóngjià Línqū                        | 76.140               |                      |

Prefekture su podijeljene na 102 okruga od kojih je 38 distrikta, 24 gradska okruga, 37 okruga, 2 autonomna okruga i jedno šumsko područje. Oni su nadalje dijele na 1.234 općine od kojih 737 ima status grada, 215 naselja, 9 etničkih naselja i 273 poddistrikta.

## Gospodarstvo
Hubei se često naziva "zemljom ribe i riže" (kin. 鱼米之乡). Važni poljoprivredni proizvodi su: pamuk, riža, pšenica i čaj. Razvijena je industrija automobila, metalurgija, proizvodnja strojeva, tekstila, prehrambena industrija i roba visoke tehonologije.
Mineralni resursi koji se mogu naći u značajnim količinama uključuju: boraks, wollastonit, granat, lapor, željezo, fosfor, bakar, gips, rutil, halit, mangan i vanadij. 
Gospodarstva Hubeija zauzima 11. mjesto među kineskim pokrajinama.